# Генеративний дизайн
Генеративний дизайн (англ. Generative design) — це інноваційний підхід до дизайну, що використовує алгоритми та комп'ютерне моделювання для створення численних варіантів дизайну на основі заданих параметрів. Генеративний дизайн активно застосовується у архітектурі, промисловому дизайні та технологіях.

## Основні принципи
Генеративний дизайн базується на використанні комп'ютерних програм, які створюють ідеї, ґрунтуючись на обмеженнях і вимогах:
- Вхідні дані: матеріали, вага, розміри, функціональність.
- Алгоритми: програми генерують різні моделі відповідно до заданих умов.
- Оцінка результатів: дизайнер вибирає найкращий варіант із сотень або тисяч моделей.

## Історія
Перші ідеї генеративного дизайну з'явилися в середині ХХ століття з розвитком алгоритмічного мистецтва. У 2000-х роках цей підхід став популярним у промисловості завдяки розвитку потужного ПЗ для автоматизованого проєктування.

## Застосування
- Архітектура: створення будівель, оптимізованих для кліматичних умов.
- Меблі: інноваційний дизайн легких, але міцних конструкцій.
- Автомобільна промисловість: полегшення конструкцій, наприклад, шасі або каркасів.

## Приклади
- Проєкт «Airo» — генеративний дизайн кузова автомобіля, створений компанією Autodesk.
- Міст MX3D у Амстердамі — перший 3D-друкований міст, створений за допомогою генеративного дизайну.